# لنکستر (پنسیلوانیا)
لنکستر یا لَنْکَسْتِر (به انگلیسی: Lancaster) شهر کوچک در شهرستانی به همان نام در ایالت پنسیلوانیا در کشور ایالات متحده آمریکا می‌باشد که در قرن ۱۸ میلادی تأسیس شد و طبق دفتر سرشماری آمریکا در ژوئیه ۲۰۱۱ میلادی جمعیتش ۶۰٬۰۵۸ نفر بوده است.
اکثریت جمیعت شهرستان لنکستر اصلش اروپایی است و مخصوصاً آلمانی، اما در خود شهر لنکستر مردمی که اصلشان از کشورهای اسپانیایی زبان (مخصوصاً از کارائیب) می‌باشد بخش بزرگی (تقریباً ۳۹٪) و آمریکایی‌های با اصل آفریقایی هم بخشی (تقریباً ۱۶٪) از جمعیت را تشکیل می‌دهند. افزون بر این، اقلیت‌های دیگر مثل مردم با اصل ویتنامی و پناهندگان ازمیانمار، نپال، و عراق در شهر زندگی می‌کنند.
اگرچه لنکستر شهر بزرگی نیست، به علت چنین گوناگونی دارای رستوران‌های متفاوت می‌باشد که خوراک‌هایی از سراسر جهان ارائه می‌کنند. لنکستر هم دارای جنبش هنری می‌باشد که نسبت به اندازهٔ شهر خیلی زنده است. بازار مرکزی لنکستر (Lancaster Central Market) که در ساختمان تاریخی قرار دارد و در آن هم سبزیجات و میوه و گوشت تازه و هم غ‍ذای گوناگون و صنایع دستی فروخته می‌شود، از مشهورترین و محبوبترین مؤسسات شهر محسوب می‌شود و قدیمترین «بازار کشاورز» (Farmer’s Market) در آمریکاست که بدون توقف کار می‌کرده.